# Fayetteville (Tennessee)
Fayetteville est une ville du comté de Lincoln au Tennessee, États-Unis. C'est le siège du comté.
- (en) Cet article est partiellement ou en totalité issu de l’article de Wikipédia en anglais intitulé « Fayetteville, Tennessee » (voir la liste des auteurs).